# 閔子馬
闵子马，闵氏，字马，又作闵马父，春秋时期鲁国人。
前550年，季武子让庶长子公鉏为马正，公鉏怨恨，不愿做。闵子马对他说：“你不要这样。祸福无门，唯人所召。为人儿子，只怕不孝，不怕没有地位。尊敬地遵守父命不是很正常吗？若能孝顺恭敬，富贵可比季氏加倍。如果心怀不轨，祸患可比下民加倍。”公鉏认为他说得对，于是朝夕尽孝，居官也恪尽职守。前524年，鲁国参加曹平公葬礼的人见到周朝的原伯魯，跟他交谈，发现他不好学。回国把情况告诉闵子马。闵子马说：“周朝怕要发生动乱了。一定是不好学的说法已经很多，才影响到当权的人。大夫们担心丢掉官位又不明事理，又说：‘可以不学，不学没有坏处。’认为没有坏处就不学，得过且过，因此下位驾凌上位，上位废弛，能不动乱吗。学习，如同种植一样，不学就如草木一样枝叶要堕落，原氏大概要灭亡了吧。”前520年，叔鞅从京师回到鲁国，说起王室的动乱，闵马父说：“王子朝必不能得胜，他所亲附的人，都是上天所废弃的。” 前516年，王子朝发辞令声讨拥立周敬王的单旗、刘狄，闵马父得知后说：“文辞是用来实行礼的。子朝违背了周景王的命令，疏远大国晋国，一心一意想做天子，太不讲礼了，文辞有什么用处？”